# Chrysochloroma megaloptera
Chrysochloroma megaloptera är en fjärilsart som beskrevs av Oswald Beltram Lower 1894. Chrysochloroma megaloptera ingår i släktet Chrysochloroma och familjen mätare. Inga underarter finns listade i Catalogue of Life.